# アフィリエイテッド・ファイナンシャル・プランナー資格
アフィリエイテッド ファイナンシャル プランナー資格（アフィリエイテッド ファイナンシャル プランナーしかく、AFP資格、または単にAFP）とは、特定非営利活動法人（NPO法人）日本ファイナンシャル・プランナーズ協会（日本FP協会）が認定する資格である。

## 概要
2年毎の資格更新に所定の継続教育が義務付けられている。

## 受験資格
2級ファイナンシャル・プランニング技能検定が、AFP資格審査試験を兼ねている。また、この試験は日本FP協会の他に金融財政事情研究会も実施しているが、どちらの団体の試験でもAFP資格審査試験としての効力を有している。
以下の要件を全て満たしたものが、AFPの認定を受けられる。また、条件を満たすための順序の前後は問わない。
- 日本FP協会認定のAFP認定研修を修了する。
- AFP資格審査試験（2級ファイナンシャル・プランニング技能検定）に合格する。
- 日本FP協会に登録する。

## AFP認定研修
日本FP協会の認定教育機関で受講する（通学又は通信）。受講者は必要な科目・単位を履修し、提案書を提出し、一定水準以上の得点を得る必要がある。

### 科目と単位
- 必要科目:8科目（68単位以上）

1. FP基礎
2. 金融資産運用設計
3. 不動産運用設計
4. ライフプランニング・リタイアメントプランニング
5. リスクと保険
6. タックスプランニング
7. 相続・事業承継設計
8. 提案書の作成

## 取得後の称号
- アフィリエイテッド ファイナンシャル プランナー

## 検定実施日
2級ファイナンシャル・プランニング技能検定が、AFP資格審査試験を兼ねている。

## 試験会場
2級ファイナンシャル・プランニング技能検定が、AFP資格審査試験を兼ねている。

## 沿革
- 1992年（平成4年）5月 : CFP®資格制度導入に伴い、会員ファイナンシャル・プランナー資格をAFPに移行する。
- 1999年（平成11年）11月 : 初の全国統一会場試験を全国49都市で実施する。

## その他
認定後は、2年毎に資格更新が必要となる。
以下の継続教育の両方を満たすことが、資格更新要件である。
1. 15単位以上を取得する。
2. 以下のうち3課目以上を履修する。
  1. FP実務と倫理（必須科目）
  2. 金融資産運用設計
  3. 不動産運用設計
  4. ライフプランニング・リタイアメントプランニング
  5. リスクと保険
  6. タックスプランニング
  7. 相続・事業承継設計